# Director de juego (juegos de rol)

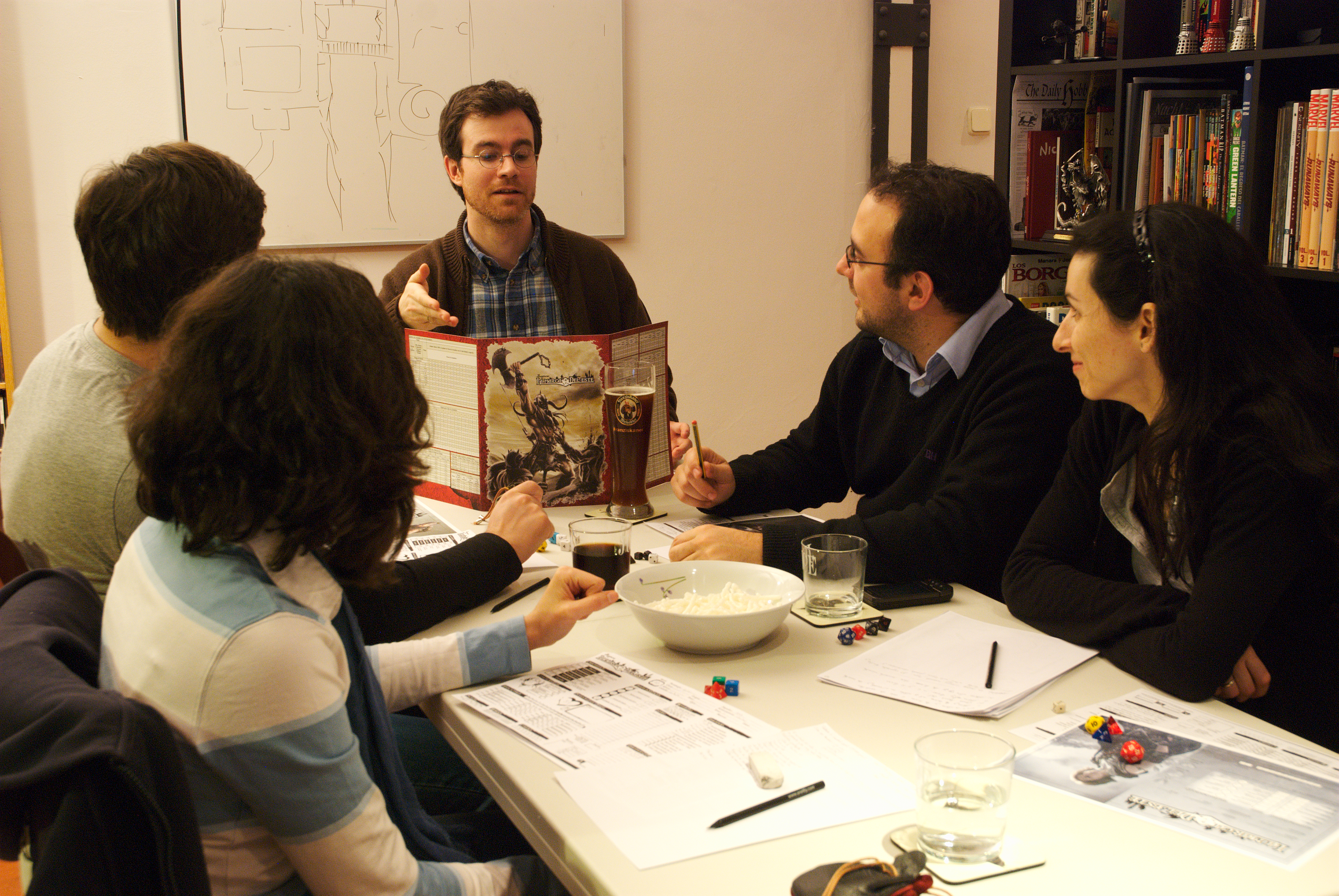
Un director de juego utilizando una pantalla, explicando una escena a los jugadores

Director de juego, game master, master, guía, árbitro o narrador son algunas de las numerosas maneras usadas para referirse a la persona encargada de narrar y supervisar el curso narrativo de una partida de rol.
Las funciones básicas del director de juego (DJ) son las mismas en la mayoría de los juegos de rol, independientemente del término usado para designarlo: definir las consecuencias de los actos de los personajes, describir las escenas que los personajes soliciten e interpretar a los personajes no jugadores encontrados durante una partida.

## Historia
Puede considerarse a los juegos de rol como una versión sofisticada de juegos infantiles de interpretación, tales como «las casitas» o «indios y vaqueros»[cita requerida], y en los que se puede incluir a elementos de juegos de mesa y de teatro.
Desde sus orígenes, con el Braunstein de David Wesely[cita requerida], la mayoría de los juegos de rol modernos contemplan la figura de un árbitro o guía encargado de presentar ante el resto de los jugadores los obstáculos a los que se habrán de enfrentar sus personajes[cita requerida]. Publicado en abril de 1975, el juego de rol Tunnels & Trolls fue el primero en designar a tal figura como gamemaster[cita requerida]. En septiembre de ese mismo año, Dungeons & Dragons introdujo el término dungeon master en su segundo suplemento, Blackmoor[cita requerida].

## Denominaciones
Director de juego es actualmente el término más común para designar a los directores de juego, pero no impide que muchos juegos de rol usen su propio término. El más famoso de estos, debido a la popularidad del juego de rol Dungeons & Dragons, es dungeon master. Está también La llamada de Cthulhu con «guardián de los arcanos», Los Cazafantasmas con ghostmaster y en los juegos ambientados en el Mundo de Tinieblas de la compañía White Wolf es «narrador».
A continuación, algunos ejemplos de denominaciones que recibe el director de juego en algunos juegos de rol de lengua española o traducidos al castellano:
- World of Warcraft: Maestro de Juego («dios del juego»)
- Dungeons & Dragons:[2] dungeon master («amo del calabozo»)
- RuneQuest:[3] master (y a los jugadores se les denomina «aventureros»)
- Stormbringer:[4] «árbitro» o «director de juego»
- La llamada de Cthulhu:[5] «guardián de los arcanos» (y a los jugadores se les llama «investigadores»)
- James Bond 007:[6] master
- El Señor de los Anillos, el juego de rol de la Tierra Media:[7] «director de juego»
- Pendragón:[8] «director de juego»
- Los Cazafantasmas:[9] ghostmaster (y a los jugadores se les denomina ghostbusters)
- Star Wars, el juego de rol:[10] «director de juego»
- Ars Magica:[11] «narrador»
- Aquelarre:[12] «director de juego»
- Oráculo:[13] «la Moira»
- Fanhunter:[14] «animador» (y a los jugadores se les llama «narizones»)
- En los juegos de rol de Mundo de Tinieblas: «narrador»

## Responsabilidad
Las labores del director de juego son varias:
- Coordinar las acciones de los personajes por la ambientación en la que se juega (ambientación determinada por un lugar y un tiempo concretos).
- Aplicar el sistema de juego de forma imparcial y objetiva (sin olvidar que el principal fundamento del juego de rol, como el de todos los juegos, es el de divertirse y pasar un rato agradable). Para ello debe conocer el mecanismo, ambientación y la trama de la partida que se lleve a cabo.
- Interpretar a los extras, personajes no jugadores (PNJ) que aparezcan en la narración.

## Ayuda
Para facilitar estas labores las diversas editoriales publican los denominados módulos, aventuras, suplementos o escenarios: son guiones de partidas de rol que explican a los directores de juego la trama de la partida, lo que deben saber los jugadores antes de comenzar la partida, descripciones de ambientación, interpretación de personajes no jugadores (PNJ), estadísticas de éstos; e incluso, estadísticas y hojas de personaje específicamente indicadas para esa partida en concreto, pero posteriormente utilizables en otras de la misma ambientación; dado que la finalidad del juego de rol, además de pasarlo bien, es evolucionar como persona, psicológica y creativamente, a la vez que evoluciona el personaje que se representa.
Estos Módulos no son imprescindibles para jugar, pudiendo el director de juego, si se cree capacitado, escribir las aventuras por sí mismo; pero para ello tendrá que tener una imaginación y conocimientos de la ambientación y sistema de juego muy desarrollados; dignos de un guionista, dado que ésta será su tarea.

## Pantalla
A la hora de comercializar elementos de ayuda para el director de juego uno de los utensilios más difundidos por las editoriales de juegos de rol es la pantalla del director de juego. Se trata de un desplegable de cartón que el director de juego puede desplegar verticalmente entre él y los jugadores y que ocultará de la vista de estos últimos todos aquellos elementos que el director prevé para la partida en curso. De tener acceso visual a estos elementos los jugadores perderían el suspense que incentiva y justifica toda buena partida de rol.